# 福西特鎮區 (北卡羅萊納州哈利法克斯縣)
福西特鎮區（英語：Faucett Township）是位於美國北卡羅萊納州哈利法克斯縣的一個鎮區。

## 地方資料
福西特鎮區的面積為168.60平方千米，皆為陸地。根據2020年美國人口普查的數據，當地共有人口2146人，而人口密度為每平方千米12.73人。